# Кокта. Шлях до безхатьки.
Кокта был обычным мальчиком из Гадяча. Как и многие подростки 2010-х, он начал зарабатывать в интернете: не стримами, не NFT, а более классическим методом — перекупкой аккаунтов в Steam. Он знал все схемы: где купить дешевле, как "восстановить по почте", как продать с профитом. Деньги были — не миллионы, но на энергетики, донат в CS:GO и даже новый китайский смартфон хватало.
Слухи о нём ходили разные: кто-то говорил, что у него 200 аккаунтов на продаже, кто-то — что он работает на "группу". Сам Кокта не комментировал. Он просто продолжал крутиться в своей серой зоне цифровой экономики. Но времена изменились. Steam усилил защиту, рынок насытился, а Telegram-каналы начали банить за "подозрительные активности". Денежный поток иссяк.
В попытке перезапуска карьеры Кокта перебрался в Киев. Он выбрал улицу Ревуцкого — левый берег, панельки, маршрутки, кофе в автоматах и ощущение, что жизнь почти идёт. Он снимал койко-место, пробовал устроиться на работу, даже пытался продавать чехлы в переходе станции метро "Харьковская". Но Киев не Гадяч. Тут таких, как он, — сотни. Ты никому не нужен, если не можешь быть полезным уже вчера.
Постепенно Кокта выскользнул из социального слоя: сначала просрочил аренду, потом потерял документы, а потом начал спать под магазином "АТБ". У него остался только рюкзак с пауэрбанком, тремя проводами и фрагментом старой наклейки Dota 2. Иногда он заходил в библиотеку, чтобы зарядиться и проверить, не вернулся ли рынок аккаунтов. Не вернулся.
Но даже в этом положении Кокта сохранял нечто важное — память о цифровом детстве. Он знал, как выглядит старая библиотека Steam, мог на слух отличить звук входящего трейда и иногда с грустью вспоминал 2016-й, когда ему впервые пришло "100 грн на киви".